# Oxygonum acetosella
Oxygonum acetosella là một loài thực vật có hoa trong họ Rau răm. Loài này được Welw. mô tả khoa học đầu tiên năm 1869.